# 29ª edizione dei Directors Guild of America Award
La 29ª edizione dei Directors Guild of America Award si è tenuta nel corso del 1977 e ha premiato il migliore regista cinematografico e i migliori registi televisivi del 1976.

## Cinema
- John G. Avildsen – Rocky
- Sidney Lumet – Quinto potere (Network)
- Alan J. Pakula – Tutti gli uomini del presidente (All the President's Men)
- Martin Scorsese – Taxi Driver
- Lina Wertmüller – Pasqualino Settebellezze

## Televisione

### Serie drammatiche
- Glenn Jordan – In casa Lawrence (Family) per l'episodio Un'amicizia a dura prova (Rites of Friendship)
- Bill Bixby – Il ricco e il povero (Rich Man, Poor Man) per la 3ª puntata (Chapter III)
- James Cellan-Jones – The Adams Chronicles per il 3º episodio (Chapter III)

### Serie commedia
- Alan Alda – M*A*S*H per l'episodio Caro Sigmund (Dear Sigmund)
- Hal Cooper – Maude per l'episodio Vivian's First Funeral
- Jay Sandrich – Mary Tyler Moore per l'episodio Murray Can't Loose the Teddy Award

### Special, film tv e trasmissioni d'attualità
- Daniel Petrie – Eleanor and Franklin
- Thomas Gries – Bel Air - La notte del massacro (Helter Skelter)
- Dwight Hemion – America Salutes Richard Rodgers: The Sound of His Music

### Trasmissioni musicali e d'intrattenimento
- Tony Charmoli – Shirley MacLaine: Gypsy in My Soul
- Dwight Hemion – Steve and Eydie - Our Love Is Here to Stay
- David Powers – Sills and Burnett at the Met

### Documentari e news
- Arthur Bloom – Convention Nazionale del Partito Democratico e del Partito Repubblicano
- Vernon Diamond – In Celebration of U.S.
- Martin Pasetta – 48ª edizione dei Premi Oscar

## Premi speciali

### Premio per il membro onorario
- Henry C. Potter